# Born This Way (пісня)
«Born This Way» — пісня американської співачки Lady Gaga, перший сингл з другого альбому співачки «Born This Way». Випущений 11 лютого 2011 року.
Сингл досяг першого місця в чартах 19-ти країн, включаючи Австралію, Австрію, Німеччину, Канаду, Нову Зеландію, Швейцарію та Швецію. У США композиція стала третім синглом Гаги, який очолив чарт Billboard Hot 100. Композиція також встановила рекорд по купівлі в iTunes, так як її продаж перевищив 1 мільйон екземплярів протягом 5 днів після релізу, по всьому світу.
29 серпня на премії MTV Video Music Awards 2011 Леді Гага стала переможцем в номінації «Найкращий жіночий виконавець» за пісню Born This Way.
Продюсерами синглу виступили Lady Gaga, Jeppe Laursen, Fernando Garibay та DJ White Shadow.

## Музика та лірика
«Born This Way» — це електро-поп і данс-поп композиція. За твердженнями «Billboard», спочатку пісня звучить драматично і починається з проголошення слів «It doesn’t matter if you love him or capital H-I-M». Після в пісні починають звучати «оглушливі» біти. Музично композиція включає елементи євродиско, з пульсуючим бітом. У приспіві пісні використані звуки перкусії та повторюється рефрен «I’m on the right track, I was born this way». Назвавши пісню продовжувачем традицій гей-диско, в журналі «Rolling Stone» визнали її звучання схожим на класичну композицію Патрика Фернандеса «Born To Be Alive», 1978 року. В кінці пісні записаний «дивно гіпнотичний» бридж і з'являються звуки ударів. Кінцівка пісні була названа «космічно лунаючим госпелом». Згідно з нотними листами виданими «Sony / ATV Music Publishing» на сайті «Musicnotes.com», пісня записана в розмірі такту в 4/4, в середньому темпі в 120 ударів на хвилину. Композиція також записана в тональності Сі-мажор, і голос Гаги охоплює ноти з F ♯ 3 (найнижча) по ноту F ♯ 5 (найвища).
Пісня розповідає людині про те, що вона така, якою є. У пісні співачка звертається до багатіїв і бідних, усіх рас, національностей і представників ЛГБТ+ спільноти. «Гага викрикує свій маніфест для геїв, лесбійок, бісексуалів, людей з інвалідністю і монстрів всіх рас і національностей, божевільним рядком:" Будь ти темношкірим, білим, бежевим, червоношкірим / Або ліванцем, або жителем Сходу "», — пише Роб Шеффілд з «Rolling Stone». У «Guardian» написали, що тему віршів пісні можна повністю передати фразою «люби себе таким, який ти є», відзначивши рядок пісні, де Гага співає «не будь занудою, будь королевою» (англ. «don’t be a drag, just be a queen»).